# Думдум-метак
За чланак о албуму Екатарине Велике, погледајте Дум дум.
Думдум-метак је пушчано зрно веома разорног дејства због тога што му је врх пљоснат и шири се у предмету у који удара. Име је добио по индијском граду Дум-Дум, близу Калкуте, где се најпре израђивао. Иначе, био је забрањен за време Првог светског рата.
Сличан ефекат имају сва зрна чија је маса мала (нпр од алуминијума), па самим тим имају мању кинетичку енергију те ефекат није прострелна рана већ насумично кретање кроз тело погођеног са веома великим излазним ранама. Према неким подацима овакву муницију је користила америчка армија у Вијетнаму.